# بحيرة ويني باجو
بحيرة ويني باجو هي بحيرة المياه العذبة التي تقع في وسط أمريكا الشمالية في ولاية ويسكونسن شرق الوسط تمتد البحيرة لنحو 137700 فدان 215 ميل مربع 557 كم 2 وتغطي مساحتها لحوالي 10 ميلا 50 15 كم مع 88 ميلا 142 كم من الشاطئ بمتوسط عمق 15.5 قدم 4.7 متر ويصل أقصى عمق للبحيرة لنحو 21 قدما 6.4 متر تتميز البحيرة بالعديد من الشعاب الضحلة التي تقع على طول غرب الشاطئ في شرق البلاد والبحيرة لديها اثنين من الروافد الأساسية ويتدفق نهر فوكس الغربي من خلال أوشكوش وفي بحيرة ويني باجو في الشاطئ الغربي المركزي لها ثم يتدفق في الشاطئ الشمالي الغربي حول جزيرة دوتي ثم يتدفق النهر إلى الشمال الشرقي ليصب في الخليج الأخضر ليعمل كجزء من فوكس بولاية ويسكونسن المائية.